# Birthe Nielsen
Birthe Nielsen, później Ejstrup (ur. 24 października 1926 w Kopenhadze, zm. 4 grudnia 2010 w Himmelev w gminie Roskilde) – duńska lekkoatletka, sprinterka.
Podczas igrzysk olimpijskich w Londynie (1948) odpadła w półfinale na 100 metrów oraz zajęła 5. miejsce w sztafecie 4 × 100 metrów.
W 1947 była mistrzynią Danii w biegach na 100 i 200 metrów. W 1948 została mistrzynią kraju w biegu na 200 metrów, trójboju i ośmioboju.
Dziesięciokrotna rekordzistka Danii:
- w biegu na 100 metrów:
  - 12,2 (24 sierpnia 1943, Roskilde)[1]
  - 12,1 (24 sierpnia 1948, Malmö)[1]
- w biegu na 200 metrów:
  - 25,7 (31 sierpnia 1947, Helsingborg)[2]
- w sztafecie 4 × 100 metrów:
  - 51,6 (26 lipca 1946, Østerbro)[3])
  - 51,2 (11 sierpnia 1946, Østerbro)[3]
  - 51,1 (9 czerwca 1947, Østerbro)[3]
  - 49,2 (31 sierpnia 1947, Helsingborg)[3]
  - 48,6 (29 czerwca 1948, Østerbro)[3]
  - 48,2 (11 lipca 1948, Østerbro)[3]
  - 48,1 (7 sierpnia 1948, Londyn)[3]

Jej córka – Grith Ejstrup także była lekkoatletką, uprawiała skok wzwyż.

## Rekordy życiowe
- Bieg na 100 metrów – 12,1 (1948)